# Mạt vụn

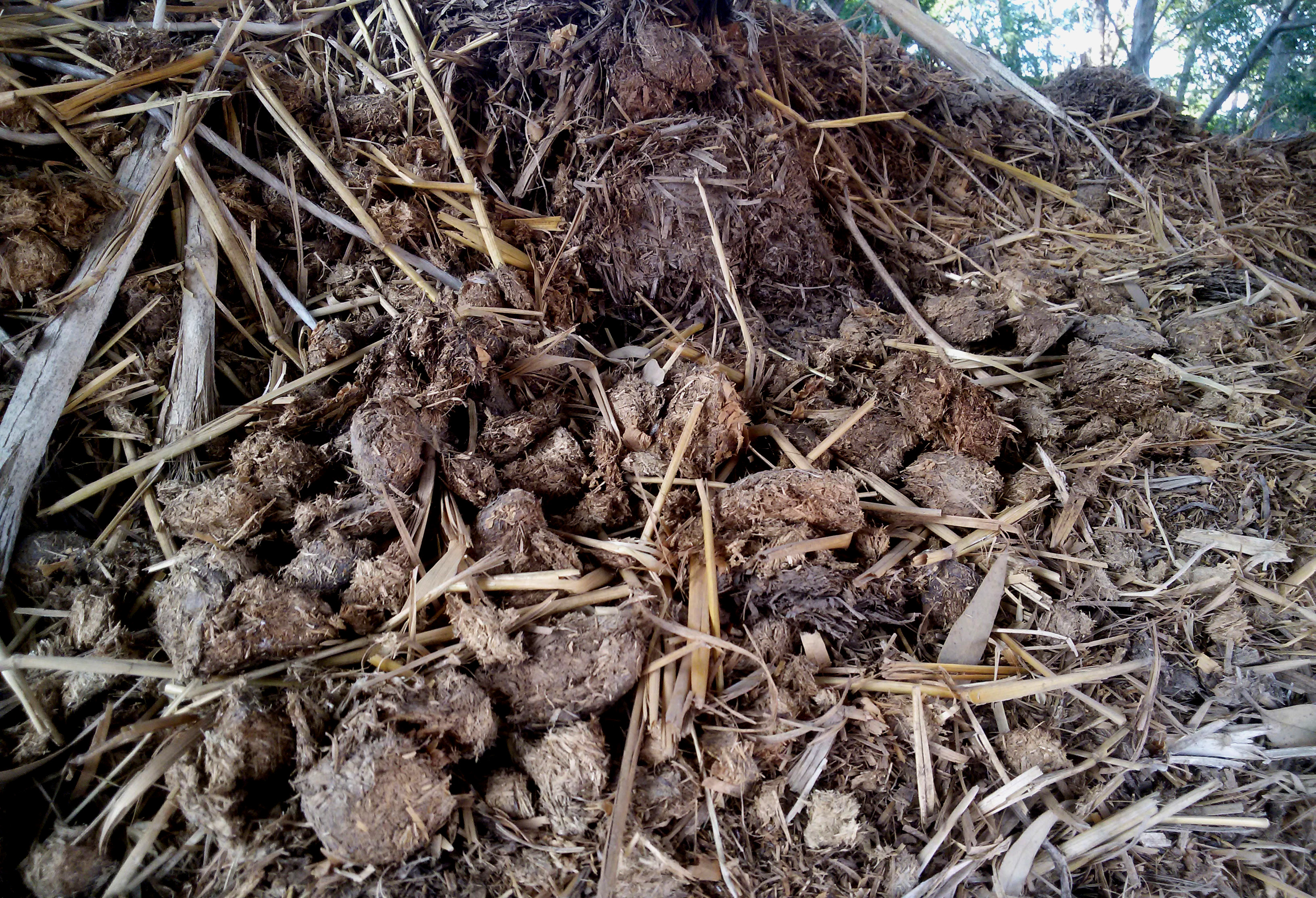
Phân ngựa và cỏ khô là mạt vụn dùng làm phân chuồng.

Mạt vụn (chữ Anh: Detritus, chữ Trung: 碎屑, Hán - Việt: toái tiết) là một loại thành phần của đá trầm tích hoặc vật trầm tích, nó là sản phẩm của phong hoá cơ học của đá mẹ. Về phương diện sinh vật học, thì dùng cho biểu thị mảnh vụn của cơ thể sinh vật, xương thừa hoặc vật chất bài tiết và sản vật phân giải phổ biến của chúng nó. Trên thật tế, bên trong chúng nó luôn luôn có vi sinh vật trộn lẫn, công việc đứt rời đối với chúng nó vừa mới là đầu mối sự việc, hơn nữa thao tác đứt rời và xử lí là hợp lí hay không vẫn đợi để được thương lượng, do đó chữ mạt vụn được nói đến phần nhiều chỉ tất cả mà bao hàm trong số đó.

## Thuật ngữ sinh vật học
T. R. Parsons và H. Seki (1970) đề nghị đem vi sinh vật và mảnh vụn cùng sản vật phân giải cùng nhau gọi là mạt vụn (detritus), nhưng mà bỏ đi vi sinh vật gọi là mảnh thừa hữu cơ (organic debris), nhưng mà vẫn chưa được tiếp thu rộng khắp. Bất luận trong lục địa và nước mạt vụn đều đến nơi nào đó để tồn tại, hơn nữa số lượng cũng nhiều. Nó là trung tâm của hoạt động vi sinh vật như vi khuẩn, đồng thời cũng đang chiếm cứ vị trí trọng yếu ở trong chuỗi thực vật. Ngoài ra, mạt vụn trong nước lại gọi là vật phù du (tripton).

## Thuật ngữ địa chất học
Mạt vụn (chữ Anh: Detritus hoặc Clast) là chỉ vật chất vụn, nhỏ mà chủ yếu đến từ đá mẹ của vùng khởi nguyên hoặc vật trầm tích cố kết - cố kết yếu kém trải qua nơi tác dụng phong hoá vật lí hoặc phá huỷ cơ học mà hình thành, kết cấu vật chất hoặc thành phần hoá học của nó chưa có biến hoá khá lớn. Thường thấy có mạt vụn nguồn lục địa, mạt vụn nội và mạt vụn núi lửa. Thành phần hợp thành chủ yếu là các nham thạch như đá mạt vụn, đá muối cácbônát mạt vụn và đá mạt vụn núi lửa. Nó có thể là khoáng vật đơn chiếc, cũng có thể là bản chất nham thạch, người đi trước gọi là mạt vụn khoáng vật, người đi sau gọi là vụn đá.

### Mạt vụn nguồn lục địa
Mạt vụn nguồn lục địa (chữ Anh: Terrigenous clast) là chỉ vật chất vụn, nhỏ do đá mẹ của nguồn lục địa trải qua phong hoá vật lí hoặc phá huỷ cơ học mà hình thành.
Trong khoáng vật của mạt vụn nguồn lục địa thường thấy nhất dùng thạch anh. Trừ thạch anh đơn tinh thể ra, thường thấy thạch anh đa tinh thể do mấy viên thạch anh hoặc rất nhiều thạch anh hạt cực kì nhỏ hợp thành; trong khoáng vật loại đá fenspat thường thấy dùng đá microclin, trong đá plagiocla thì đá anbit vượt qua xa đá anorthit; mạt vụn loại mica thông thường dùng mica trắng là chính; trong khoáng vật nặng thường thấy như là khoáng vật thứ yếu ở bên trong đá mắc-ma và đá biến chất, ví dụ đá zircon, đá rutin, v.v; mạt vụn nham thạch là hòn vụn nham thạch do đá mẹ làm vỡ vụn hình thành.
Căn cứ vào kích thước của hạt viên mạt vụn, mạt vụn nguồn lục địa có thể chia làm bốn loại:
1. Đá sỏi: đường kính mạt vụn lớn hơn 2 milimét.
2. Đá cát: đường kính mạt vụn từ 2 đến 0,005 milimét.
3. Cát bột: đường kính mạt vụn từ 0,05 đến 0,005 milimét.
4. Bùn: đường kính mạt vụn nhỏ hơn 0,005 milimét.[3]

### Mạt vụn nội
Mạt vụn nội là chỉ hạt viên ở trong bồn địa trầm tích do cố kết yếu đã lắng đọng chìm xuống hoặc vật trầm tích muối cácbônát được cố kết, trải qua tác dụng dòng nước như sóng nước, thủy triều sáng và tối, v.v đã xối nước tẩy sạch, làm vỡ vụn, vận chuyển và lắng đọng chìm xuống lại lần nữa mà hình thành. Cũng có thể là do tác dụng khác mà hình thành. Mạt vụn nội chiếu theo kích thước đường kính của nó có thể phân chia mấy cấp bậc hạt viên như sau: > 2 milimét là mạt vụn đá sỏi; từ 2 đến 0,5 milimét là mạt vụn đá cát to; từ 0,5 đến 0,25 milimét là mạt vụn đá cát vừa; từ 0,25 đến 0,1 milimét là mạt vụn đá cát nhỏ; từ 0,1 đến 0,03 milimét là mạt bột to; từ 0,03 đến 0,005 milimét là mạt bột nhỏ.
Phần nhiều sinh sản ở khu vực ven biển của biển nông nhiệt đới.

### Mạt vụn núi lửa
Mạt vụn núi lửa (chữ Anh: Pyroclast hoặc Tephra) là mạt vụn của mắc-ma gặp lạnh ngưng kết vào lúc núi lửa phun bắn ra cùng mạt vụn ở bên trong đường thông suốt của núi lửa và mạt vụn nham thạch ở chung quanh bức vách. Nó bao gồm tinh thể đơn chiếc, mạt tinh thể, mạt thủy tinh, mạt đá, hình trạng của chúng nó không có nhận lấy sửa đổi của tác dụng tích tụ chất đống lại lần nữa vào khoảng thời thời gian sau. Mạt vụn núi lửa lớn nhỏ bất nhất, tính chất của hình thái và đá nguyên thủy có quan hệ nhất định, nguyên lúc đầu là nham thạch mang tính mềm và dai thay đổi lần lượt rồi mở rộng khá là trơn bóng tròn, nham thạch mang tính giòn thì hiện ra hình dạng góc cạnh vả lại vết vỡ có hình dạng vỏ ngao vỏ hến. Mạt vụn núi lửa là đá núi lửa ngưng kết vào giai đoạn thời kì đầu, nham thạch ở chung quanh đường thông suốt của núi lửa và nham thạch ở đáy móng của núi lửa bị phá nổ xé vỡ và sụp đổ đập vỡ vào lúc núi lửa phun ra mà biến thành.